# 松田正久
松田 正久（まつだ まさひさ、1845年5月17日（弘化2年4月12日） - 1914年（大正3年）3月4日）は、日本の政治家。男爵。幼名は猪吉郎。号は牛州・江村など。

## 来歴
肥前国小城郡牛津（現在の佐賀県小城市（旧牛津町））において、小城藩士横尾只七の次男として生まれた。13歳の時、同藩士松田勇七の養子となる。松田家は最下級の藩士で、副業として酒造業を営んでいた。
維新後は、昌平坂学問所に派遣されるが、間もなく同校が廃止されたために西周からフランス語を学んだ。西の推薦によって陸軍省入りし、1872年には兵学研究のためにフランス留学に赴いた。留学中に西園寺公望を識り、将来の日本には自由主義的な考えが必要と意気投合する。スイスのローザンヌで学んだ後、帰国後は陸軍省を辞して佐賀にて自由民権運動に参加する。
1879年には長崎県会議員に、のち同会議長に就任。自由党、九州改進党に入党し、さらに西園寺とともに『東洋自由新聞』を創刊した。政府内では松田の才能を惜む意見もあり、自由民権運動が衰退した1887年、司法大臣山田顕義の要請を受けて司法省の検事となり、関西法律学校（のちの関西大学）にも短期間出講した。翌年には鹿児島高等中学造士館の教頭に就任した。
1890年、第1回総選挙で佐賀を地盤として衆議院議員に当選、立憲自由党に参加する。民権派の中心人物と目され、同年9月には政府支持者による暗殺未遂事件があったといわれる。翌年、衆議院予算委員長として第1次松方内閣提出の予算案を廃案に追い込むが、第2回総選挙では、内務大臣品川弥二郎による選挙干渉事件により落選。1898年の第6回総選挙まで議席回復はならなかったが、この間に党内の政策・事務に専念し、伊藤博文と自由党との関係回復に努めた。西園寺の仲介によって伊藤の面識を得、次第にその信任を得るにいたった。憲政党による隈板内閣が成立すると、大蔵大臣として入閣し、直後の第6回総選挙で議席を回復した。同党分裂によって内閣はわずか4ヶ月で崩壊するが、のち旧自由党系の憲政党に属し、星亨とともに伊藤の首領とする新党結成運動に奔走した。
1900年、伊藤を総裁とする立憲政友会では総務委員として党組織の編成にあたり、その功により第4次伊藤内閣では文部大臣を務めた。1903年に西園寺が第2代総裁となると、党務に不得手な西園寺に代わって党務を統括した。1904年3月、衆議院議長。日露戦争では、第1次桂内閣と議会との協力関係確立に尽力した。第1次・第2次西園寺内閣では法相と蔵相をつとめるなど、西園寺、原敬とともに政友会と内閣を支えて、刑法改正や日露戦後の財政再建などに尽力した。
憲政擁護運動では原とともに中心的な役割を果たし、第1次山本内閣では法相として入閣。やがて西園寺が政友会総裁を辞して松田をその後任に推薦するが、大正2年（1913年）11月に至って持病の胃病が悪化し、療養を理由に法相を辞任。翌1914年1月19日、勅使が派遣され男爵が授けられたのを受けて衆議院議員を辞職。同年3月4日に胃潰瘍のため死去した。墓所は青山霊園。

## 人柄
当時、河野広中・西郷従道と並んで「不得要領」、「狸親父」とも評されながらも温厚篤実な人柄で人望を集め、西園寺や星、原など同志を前面にたてて自身は裏方に徹した。原は松田の立ち回りの上手さへの不満を日記に記す一方で、その仕事ぶりを評しており、西園寺が次期総裁に推薦するのも当然と考えていた。原は松田の急死によって後継総裁に就任するが、戸惑いを隠せなかったという。
清貧でスキャンダルとは無縁だったが、西園寺が呆れるほどの物惜しみをすることも少なくなかった。松田が熱海に別荘を構えたとの情報を入手した記者が、その真相を確認すべく熱海を訪問したところ、建物は庶民の住宅と見紛う粗末なものだった。松田によれば、体調を崩して診察を受けたところ温泉療養を勧められたが、温泉宿では費用がかかるので別荘を建てて温泉を引いた方が安上りだと説明した、といわれる。

## 栄典
位階
- 1898年（明治31年）7月5日 - 正三位[6]
- 1913年（大正2年）5月10日 - 従二位[7]
- 1914年（大正3年）3月5日 – 正二位[8]

勲章等
- 1906年（明治39年）4月1日 - 勲一等旭日大綬章[9]
- 1914年（大正3年）3月5日 – 旭日桐花大綬章[8]

外国勲章佩用允許
- 1908年（明治41年）3月9日 – 大韓帝国：李花大勲章[10]

## 親族
- 養子 松田正之（官僚、貴族院議員）[11]